# Михайловы
Миха́йловы — несколько дворянских родов, старейшая ветвь происходит от рязанских бояр.
При подаче документов (1686) для внесения рода в Бархатную книгу было подана родословная роспись с приложением жалованных грамот Михайловым от великого рязанского князя Ивана Фёдоровича (1427-1500)

## Происхождение и история рода
При официальном присоединении рязанского княжества к московскому (1521), Михайловы перешли на московскую службу. В Москве казнён Яким Михайлов (1570), который записан в синодике опальных людей. Опричниками Ивана Грозного (1573) числились: Авраам, Агап, Бажен, Безсон, Безсон (подключник), Василий, Григорий, Ёрш, Иван (кормового дворца сторож), Иван (столовый сторож), Иван Гаврилович, Никита Семёнович, Дмитрий, Овсяник, Пятый, Савлук, Сидор, Спиридон, Тимофей, Третьяк, Фома, Фрол, Иван Семёнович. В бою с войском Стефана Батория (1580) погиб Василий Никитич Михайлов.
В Гербовник внесены 8 фамилий Михайловы:
1. Иван Михайлов, который в службу вступил в 1770 году. 1791-го г. июля 19-го произведён генерал-провиантмейстер-лейтенантом, и находясь в сем чине, 1793-го Ноября в 18-й день пожалован на дворянское достоинство Дипломом, с коего копия хранится в Герольдии (Герб. I, 137).
2. Василий Михайлов пожалованный в дворянское достоинство лейб-кампанца в 1741 г. (Герб. II, 140).
3. Егор Михайлов, в службу вступил в 1804 году; 30 мая 1832 г. награждён орденом св. Станислава 4 степени и, находясь в чине коллежского асессора, 21 ноября 1838 года получил диплом на потомственное дворянское достоинство. (Герб. XI, 134).
4. Пётр Михайлович Михайлов, утверждённый в дворянстве по ордену, пожалованному ему в 1875 г. (Герб. XIV, 102).

Гербы остальных 4 родов: Гербовник, XV, 57 и 60; XVI, 101; XVIII, 120.

## Описание гербов

#### Герб. Часть I. № 137.
Герб потомства Ивана Михайлова: щит разделён тремя чертами, из коих первые две положены с верхних углов к середине, а третья перпендикулярно до низу щита. В верхней части, голубого и красного цвета, в шахматном поле изображена Императорская Корона. В правой части, в голубом поле, дворянской шлем. В левой части, в красном поле, крестообразно означены две Шпаги остриями вверх (изм. польский герб Пелец).
Шит увенчан обыкновенным дворянским шлемом со страусовыми перьями. Намёт на щите сини, подложен красным.

#### Герб. Часть II. № 140.
Герб лейб-компанца Василия Михайлова: щит разделен перпендикулярно на две части, из которых в правой в черном поле между трех серебряных пятиугольных звезд изображено золотое стропило с означенными на нем тремя горящими гранатами натурального цвета. В левой части видны три страусовых пера, означенные в верхнем, серебряном поле и одно - в нижнем, красном поле. переменных с полями цветов. Щит увенчан обыкновенным дворянским шлемом, на котором наложена лейб-компании гренадерская шапка со страусовыми перьями, красным и белым, а по сторонам шапки видны два черных орлиных крыла и на них по три серебряные звезды. Намёт на щите красного и черного цвета, подложенный с правой стороны серебром, а с левой - золотом.

#### Герб. Часть XI. № 134.
Герб коллежского асессора Егора Михайлова: щит поделен горизонтально. Верхняя часть поделена двумя чертами из верхних углов к середине: в верхнем красном поле накрест серебряный, с золотой рукоятью меч, острием влево и золотое орлиное крыло вправо. Во 2-й и 3-м, боковых, голубых полях, по серебряной шестиконечной звезде. В нижней, золотой части, зеленое дерево. Над щитом дворянский шлем с короной. Нашлемник: три страусовых пера. Намёт: справа - красный с золотом. слева - голубой с серебром.

#### Герб. Часть XIV. № 102.
Герб надворного советника Петра Михайлова: в голубом щите правая рука архистратига Михаила, вооруженная золотым пламенным мечом. Рука увенчана серебряным орлиным крылом. В золотой главе щита горизонтально три красные пятиконечные звезды. Над щитом дворянский коронованный шлем. Нашлемник - два серебряных орлиных крыла, между ними красная пятиконечная звезда. Намёт: справа - голубой с серебром, слева - красный с золотом. Девиз "ТРУДОМ И ПРАВДОЮ" серебряными буквами на голубой ленте.

#### Герб. Часть XV. № 57.
Герб отставного поручика Петра Александровича Михайлова и его семейства: в золотом поле черный с украшениями щит Ермака, под ним накрест две чёрные стрелы, обращенные остриями вниз. Над щитом дворянский коронованный шлем. Нашлемник - три страусовых пера: среднее - золотое, крайние черные. Намёт чёрный, подложен золотом. Девиз "СИЛОЮ ВЫШНЕГО" чёрными буквами на золотой ленте.

#### Герб. Часть XV. № 60.
Герб поручика Леонтия Ивановича Михайлова: в голубом щите летящая вправо серебряная куропатка с красными глазами и языком. В золотой главе щита горизонтально чёрный ключ. Над щитом дворянский коронованный шлем. Нашлемник - правая рука в серебряных латах держит серебряный с золотой рукоятью меч. Намёт голубой, подложен золотом.

#### Герб. Часть XVI. № 101.
Герб корабельного инженера, старшего судостроителя Николая Михайлова: в голубом щите, на серебряной воде золотой корабль с золотыми парусами и вёслами. В золотой главе щита три чёрных зубчатых колеса в ряд. Над щитом дворянский коронованный шлем. Нашлемник - два голубых орлиных крыла, между ними правая рука в золотых латах держит серебряный меч. Намёт справа голубой, слева черный подложен золотом. Девиз "С БОГОМ, ЗА ОТЕЧЕСТВО" золотыми буквами на голубой ленте.

#### Герб. Часть XVIII. № 120.
Герб подполковника Николая Михайлова с потомством: в серебряном щите оторванная черная конская голова с червлеными глазами и языком. В червленой оконечности щита серебряный с золотой рукоятью меч. Щит увенчан дворянским коронованным шлемом. Нашлемник - два орлиных крыла в полете, между ними голова золотого дракона с красными глазами и огнем из пасти. Намёт: справа чёрный с серебром, слева красный с серебром.

#### Герб Михайловых 1785 г.
В Гербовнике Анисима Титовича Князева 1785г., указан герб на печати Николая Федоровича Михайлова, не имеющего ничего общего ни с одним из одиннадцати утвержденных гербов Михайловых и вряд ли даже русского происхождения.
Описание герба: щит, стоящий на земле, разделен крестообразно на четыре части и в середине перекрестия расположен малый щиток в зеленом поле которого находятся три золотых листа (два вверху. один внизу). В 1-м и 4-м лиловом поле, золотая полоса, идущая из правого верхнего угла к нижнему левому углу через весь щит и в каждом поле на полосе изображены по три золотые звезды. Во 2-м и 3-м синем поле золотые стропило острием вверх, по которым расположены желтые круги и изображены башни в нижней части стропил. Щит увенчан дворянским шлемом, из которого выходят три страусовых пера. Щитодержатели: справа - цапля, слева - лев.

## Известные представители
- Михайлов Федор — дьяк, воевода в Твери (1608, 1614—1617 и 1620). (три раза).
- Михайлов Андрей Михайлович — дьяк патриарха Филарета (1627-1629).
- Михайлов Иван — дьяк. воевода в Вязьме (1629).
- Михайлов Петр — подьячий, потом дьяк, воевода в Верхотурье (1639—1640), в Томске (1652—1654).
- Михайлов Иван — воевода в Алатах (1643—1647).
- Михайлов Анисим — подьячий, воевода в Устюге-Великом (1647).
- Михайлов Иван Поликарпович — дьяк, воевода в Тобольске (1658—1659).
- Михайлов Федор — дьяк. воевода в Казани (1658—1659).
- Михайлов Фёдор — дьяк в 1658 г., думный дьяк (1676).
- Михайлов Савин — подьячий, воевода в Ваге (1668—1670), в Устюге-Великом (1680).
- Михайлов Богдан — подьячий, воевода в Саранске (1667), в Цивильске (1670).
- Михайлов Константин — дьяк, воевода на Двине (1670—1673), в Нижнем Новгороде (1679), в Киеве (1680—1681).
- Михайлов Григорий Алексеевич — дьяк, воевода в Тобольске (1674—1678).
- Михайлов Василий Михайлович — дьяк, воевода в Новгороде-Великом (1677—1680) (два раза).
- Михайлов Борис — дьяк, воевода в Устюге-Великом (1679—1680), в Вятке (1682)[8].
- Михайлов Лаврентий Анисимович — московский дворянин (1692).
- Михайлов Константин Михайлович — дьяк (1692)[9].
- Михайлов — поручик Севского пехотного полка, погиб при Чашниках (19 октября 1812) фамилия находится на стене Храма Христа Спасителя.
- Михайлов — майор Севского пехотного полка, погиб при Калише (01 февраля 1813), фамилия находится на стене Храма Христа Спасителя
- Михайлов — поручик Новороссийского драгунского полка, погиб в сражении при Байцене (1813), фамилия находится на стене Храма Христа Спасителя.